# Układ współrzędnych kartezjańskich

Dwuwymiarowy układ współrzędnych kartezjańskich

Układ współrzędnych kartezjańskich, prostokątny układ współrzędnych – prostoliniowy układ współrzędnych, którego osie są parami prostopadłe.
Pewne cechy takiego układu mają szachownica znana od starożytności oraz pochodzące z XVI wieku odwzorowanie Mercatora. W 1636 roku prostokątnego układu współrzędnych używał Pierre de Fermat, jednak nie opublikował tych prac, przez co pozostały nieznane. Kartezjusz (fr. René Descartes) opracował to niezależnie i opublikował w 1637 roku w traktacie La Géométrie – stąd nazwa; francuski przymiotnik to cartesien. Wywołało to spór o pierwszeństwo z Fermatem, jednak zakończył się on pogodzeniem obu uczonych i wzajemnym uznaniem zasług.

## Definicja
Układem współrzędnych kartezjańskich w przestrzeni n-wymiarowej nazywa się układ współrzędnych, w którym zadane są:
- punkt zwany początkiem układu współrzędnych, którego wszystkie współrzędne są równe zeru, oznaczany literą {\displaystyle O} (ang. origin – źródło, początek),
- ciąg n parami prostopadłych osi liczbowych zwanych osiami układu współrzędnych. Dwie pierwsze osie często oznaczane są jako:
  - {\displaystyle OX} (pierwsza oś, zwana osią odciętych),
  - {\displaystyle OY} (druga, zwana osią rzędnych).

Liczba osi układu współrzędnych wyznacza wymiar przestrzeni.

## Wykresy funkcji
Za pomocą układu współrzędnych kartezjańskich można tworzyć wykresy funkcji jednoargumentowych postaci:
{\displaystyle y=f(x),}
np.
{\displaystyle f(x)=ax+b}
przedstawia funkcję liniową. Podstawiając pod {\displaystyle x} wartości, otrzymujemy drugą współrzędną {\displaystyle y.}

## Współrzędne
Aby wyznaczyć k-tą współrzędną zadanego punktu {\displaystyle P{:}}
1. Tworzymy rzut prostokątny punktu {\displaystyle P} na k-tą oś, tzn. konstruujemy prostą przechodzącą przez {\displaystyle P} i prostopadłą do k-tej osi, a następnie znajdujemy punkt przecięcia tej prostej z k-tą osią.
2. Współrzędna tego punktu przecięcia na k-tej osi jest k-tą współrzędną punktu {\displaystyle P.}

Trzy pierwsze współrzędne są często oznaczane jako:
- {\displaystyle x} – historyczna nazwa odcięta, łac. abscissa,
- {\displaystyle y} – historyczna nazwa rzędna, łac. ordinata,
- {\displaystyle z} – historyczna nazwa kota, łac. applicata.

## Wzory w 2-wymiarowym układzie współrzędnych
- Współrzędne środka odcinka AB oznaczonego literą C, kiedy {\displaystyle A=(a,b),} {\displaystyle B=(c,d)}

{\displaystyle C=\left({\tfrac {a+c}{2}},{\tfrac {b+d}{2}}\right)}
- odległość punktu A od środka układu współrzędnych dla {\displaystyle A=(a,b)}

{\displaystyle A={\sqrt {a^{2}+b^{2}}}}
- Długość odcinka AB dla {\displaystyle A=(a,b),} {\displaystyle B=(c,d)}

{\displaystyle \vert AB\vert ={\sqrt {(a-c)^{2}+(b-d)^{2}}}\quad {}} lub {\displaystyle {}\quad {}\vert AB\vert ={\sqrt {(c-a)^{2}+(d-b)^{2}}}.}

## Ćwiartki i oktanty

Cztery ćwiartki układu współrzędnych kartezjańskich

Osie dwuwymiarowego układu kartezjańskiego dzielą płaszczyznę na cztery przystające, nieograniczone zbiory nazywane ćwiartkami; brzeg każdej z nich składa się z dwóch półosi. Często numeruje się je od pierwszej do czwartej i oznacza symbolami rzymskimi: I (+,+), II (–,+), III (–,–) oraz IV (+,–), gdzie znaki w nawiasach odpowiadają znakom danej współrzędnej. Przy zwyczajowym rysowaniu osi, numeracja rozpoczyna się od prawej-górnej ćwiartki („północno-wschodniej”) i postępuje przeciwnie do ruchu wskazówek zegara.
Podobnie trójwymiarowy układ współrzędnych określa podział przestrzeni na osiem części zwanych oktantami, zgodnie z ośmioma sposobami ułożenia dwóch znaków +,– na trzech miejscach. Oktant, którego wszystkie trzy współrzędne są dodatnie, nazywany bywa pierwszym, jednak nie ma ogólnie przyjętej numeracji pozostałych oktantów. Uogólnienie ćwiartki i oktantu na wyższe wymiary nazywane bywa ortantem.

## Skrętność przestrzeni trójwymiarowej[6]

Układ lewoskrętny po lewej, prawoskrętny po prawej

Kartezjański układ współrzędnych w przestrzeni trójwymiarowej może być lewo- lub prawoskrętny. 
Układ współrzędnych {\displaystyle xyz} nazywa się prawoskrętnym, jeżeli zginając palce prawej dłoni zakreśla się mniejszy łuk od osi {\displaystyle x} do {\displaystyle y,} przy czym kciuk jest stale ustawiony zgodnie ze zwrotem osi {\displaystyle z} (tzw. reguła prawej dłoni Royberta albo reguła śruby prawoskrętnej). 
W ten sposób skrętność układu wyznaczamy posługując się prawą ręką człowieka.